# Toten
Toten er et landskap i Innlandet fylke i Norge, som består af kommunerne Østre og Vestre Toten med henholdsvis 14.657 og 12.597 indbyggere. Kommunerne har et areal på 561 og 249 km², til sammen 810 km². Administrationscenteret i Vestre Toten er Raufoss, og i Østre Toten Lena.
Navnets oprindelse er sat i forbindelse med det norrøne Þótn som angiveligt betyder "noe man kan lide".
Toten har traditionelt været et af Norges største landbrugsområder, og industriparken på Raufoss er et af de største industricentre i indlandet.
Dialekten på Toten tilhører opplandsmål (dialekterne på Toten, Hadeland, i Land, Solør, Odalen og Hedmark), og afviger fra de officielle skriftsprog på mange punkter.
60°40′42″N 10°44′54″Ø / 60.6782°N 10.7482°Ø